# Tanzschuh
Ein Tanzschuh ist eine Fußbekleidung, die speziell zum Tanzen entwickelt wurde. Im engeren Sinne werden nur die Tanzschuhe für die Standardtänze und Lateinamerikanische Tänze als Tanzschuhe bezeichnet, da andere Formen (Steppschuhe, Spitzenschuhe usw.) eigene Bezeichnungen haben.

## Merkmale
Neben den optischen Unterschieden zeichnen sie sich durch spezielle Ledersohlen, auf das Tanzen abgestimmte Absätze, Leichtigkeit und hohe Verformbarkeit des Schuhs in sich und gelegentlich durch eine ungewöhnliche, Aufsehen erregende Optik aus.
- Schuhgrößen

Neben dem allgemein üblichen nach Schuhlängen differenzierten Schuhangebot werden Tanzschuhe oft auch in unterschiedlichen Schuhweiten angeboten.
- Absatz

Während bei Damentanzschuhen einzig die persönliche Vorliebe der Dame ausschlaggebend für Form und Höhe des Absatzes ist, unterscheidet man bei Tanzschuhen für Herren zwischen Standard- und Lateinabsätzen. Der Absatz eines Tanzschuhs für Standardtänze entspricht in etwa dem eines gewöhnlichen Herrenhalbschuhs, der eines Tanzschuhs für lateinamerikanische Tänze ist jedoch deutlich höher. Der hohe Absatz soll hier die Hüftbewegung unterstützen und betonen.
- Außensohle

Die Laufsohle muss das richtige Verhältnis zwischen rutschig und griffig bieten. Deshalb sind klassische Indoor-Tanzschuhe mit einer Außensohle aus chromgegerbten Rauleder besohlt (normalerweise sind Ledersohlen aus vegetabilgegerbtem, wasserunempfindlicheren Leder), die einen geringen Abrieb und somit eine hohe Haltbarkeit gewähren. Die Außensohlen werden an den restlichen Schuhboden geklebt. Ein Durchnähen kommt nicht in Frage, weil der Faden aufgrund der dünnen Sohle nicht in dieser geschützt versenkt werden kann und sich insofern schnell durchreiben würde. Andere Nähtechniken kommen nicht in Frage, weil sie zu aufwendig sind oder den Boden zusätzlich versteifen würden.
- Obermaterial

Der Schuhschaft besteht – preisabhängig – aus einem Lederfutter und einem Außenmaterial aus Leder (Glattleder oder Nubuk beziehungsweise Lackleder; siehe unten) oder − häufig bei den Damenschuhen – aus Satin, Kunstleder oder Samt, sowie einem Kunstfasergewebe (z. B. Cambrelle) als Schuhfutter.
- Verformbarkeit

Durch die insgesamt hohe Biegeelastizität der Schuhböden von Tanzschuhen passt sich der Schuh der jeweiligen Fußstellung besser an, als es bei normalen Straßenschuhen der Fall ist. Es gibt somit einen nach außen sichtbaren Unterschied zwischen einer Fußstellung mit gestreckten und einer mit angezogenen Zehen. Vor allem Tanzschuhe für die Lateinamerikanischen Tänze weisen diese Eigenschaft auf, wodurch die Fußtechnik ansprechender gestaltet werden kann.

### Tanzschuhe für die Standardtänze

Standardtanzschuhe
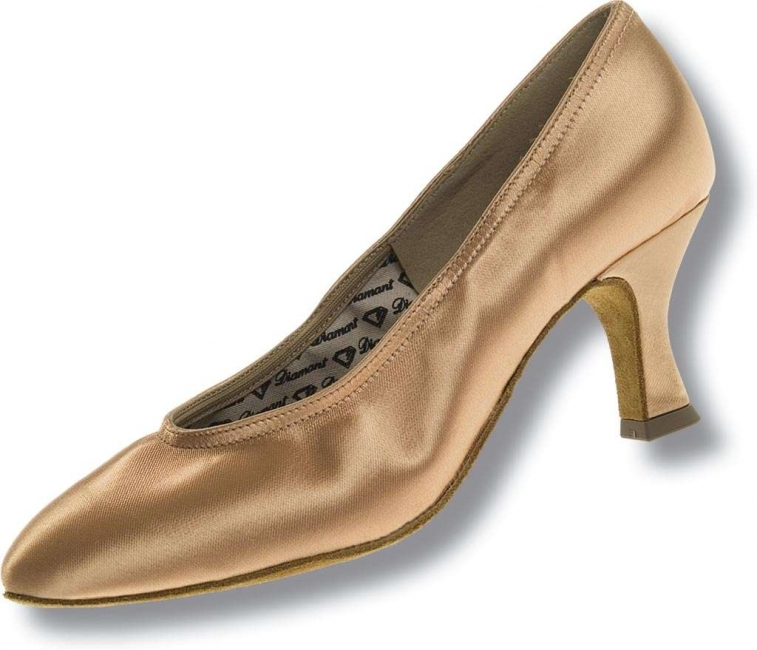
Damen-Standardtanzschuh als Pumps
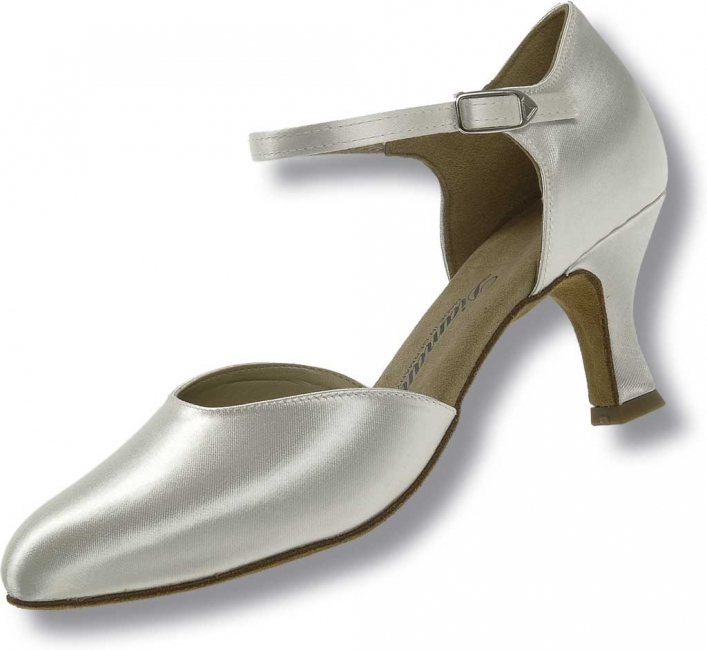
Damen-Standardtanzschuh als Deux Pieces
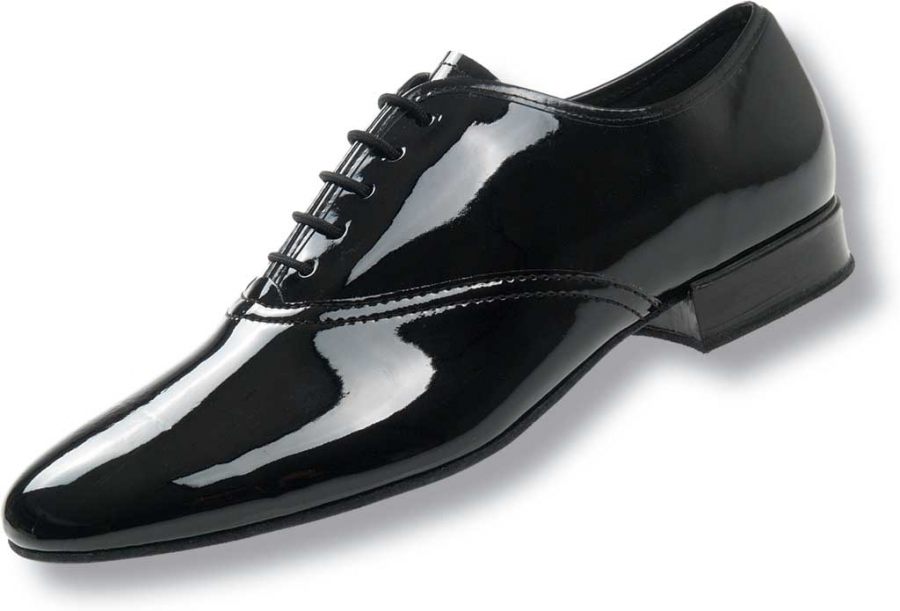
Herren-Standardtanzschuh als Plain Oxford

- Damen: Meist offene Schlupfschuhe mit Absatz (Pumps) und einer gewöhnlich langen Gelenkfeder. Es können aber auch Modelle mit getrennter Vorder- und Hinterkappe sein (Deux Pieces). Der Farbton wird in der Regel passend zum Kleid gewählt, wobei helle Schuhe bevorzugt werden.
- Herren: Entsprechen in ihrer Form klassischen Halbschuhen (Schaft mit Blatt- oder Derby-Schnitt) mit 2,5 cm Absatz. Sie sind immer schwarz und haben meist einen Schaft aus Lack- oder Glattleder, selten aus Nubuk. Da in höheren Tanzsportklassen ein Frack getragen wird, sind dort Lackschuhe obligatorisch.

### Tanzschuhe für lateinamerikanische Tänze

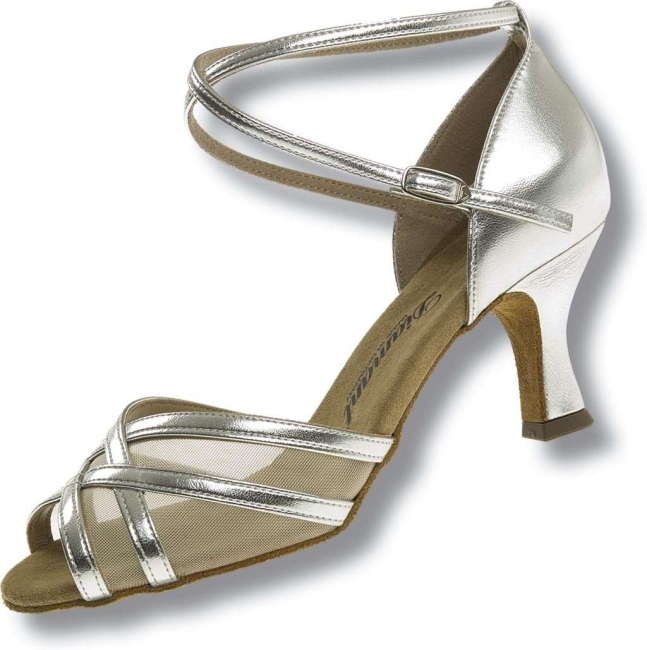
Damen-Lateintanzschuh

- Damen: Hierbei handelt es sich um Sandaletten mit einem Vorderteil aus Riemchen (oder zumindest einer Zehenöffnung in der Vorderkappe) und einer zusätzlichen, den Fuß haltenden und führenden Fersenkappe. Außerdem ist die so genannte Gelenkfeder (eine unter dem Mittelfuß den Schuhboden verstärkende und in ihn eingelassene Metall-, Holz- oder Kunststoffschiene) kürzer, um eine größere Bodenflexibilität zu gewährleisten. Die Farbe wird in der Regel passend zum Kleid gewählt, wobei helle Schuhe bevorzugt werden. Die Absatzhöhe beträgt im Lateinsektor zwischen 6 und 7,5 cm, in Einzelfällen bis 9 cm.

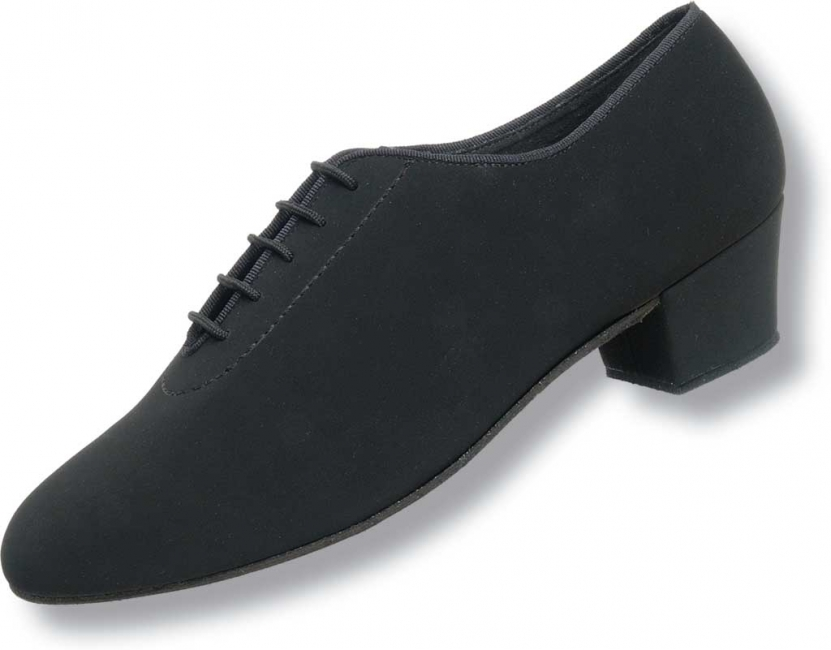
Herren-Lateintanzschuh

- Herren: Die Absatzhöhe beträgt zwischen 3,5 und 4,5 cm. Das Obermaterial ist häufig aus Nubuk und gelegentlich aus einer Kombination von Glatt- und Rauleder. Die Farbe wird passend zur sonstigen Kleidung gewählt, wobei schwarz die Regel darstellt. Als Schaftschnitt dominieren Blattschnitte.

## Pflege und Vorbereitung

### Obermaterial
Die Pflege des Obermaterials unterscheidet sich bei den üblichen Ledersorten nicht von denen für normale Schuhe. Lediglich Materialien wie Samt oder Satin bedürfen einer aufwendigeren und besonderen Pflege und werden deshalb in der Regel nur zu Turnieren und nicht während des Trainings getragen. Insbesondere die hellen Damenschuhe aus diesen Obermaterialien sind schwierig zu reinigen und sauber zu halten, weshalb Damenschuhe in Gold- bis Kupfertönen weiter verbreitet sind, noch dazu auch sie den Hauttönen nahekommen und sich flexibel mit verschiedenen Kleiderfarben kombinieren lassen.

### Außensohle
Die Oberfläche der Rauledersohlen wird durch die Beanspruchung auf dem (gewachsten) Tanzparkett und die Aufnahme von Staubpartikeln im Laufe der Zeit immer glatter und rutschiger. Um dem entgegenzuwirken, werden diese Sohlen deshalb gelegentlich mittels Bürsten mit gebogenen Metallborsten (spezielle Drahtbürsten) aufgeraut und/oder mit Raulederbürsten entstaubt. Dabei werden die die Lederfaser verbackenden feinen Schmutzpartikel entfernt und die oberflächlichen Lederfasern aufgestellt, wodurch die Sohle wieder griffiger wird. Da chromgegerbte Leder stark Flüssigkeit aufnehmen, kann auch durch Ölen oder Befeuchten der Sohle mit Wasser die Griffigkeit erhöht werden.

## Weitere Modelle

### Steppschuhe
Tanzschuhe für den Stepptanz entsprechen in der Optik gewöhnlichen Halbschuhen für Herren mit geringer Absatzhöhe. Auch Damen tragen Schuhe dieser Form, gewöhnlich allerdings mit einem schmaleren Schnitt. Das besondere an Steppschuhen sind Sohlenbeschläge aus Metall (amerikanische Stepptanzschuhe) oder aus Fiberglas bzw. Holz (irische Stepptanzschuhe), die sich unterhalb der Schuhspitze bis zum Fußballen und auf der Auftrittsfläche des Absatzes befinden. Dadurch werden bei den kurzen Tanzschritten klackende, kastagnettenähnliche Geräusche erzeugt. Sie ermöglichen den perkussiven Ausdruck. Die Metallbeschläge sind auch einzeln erhältlich und können an normalen Halbschuhen nachgerüstet werden.

### Sonstige
- Spitzenschuhe und Schläppchen werden im Ballett verwendet.

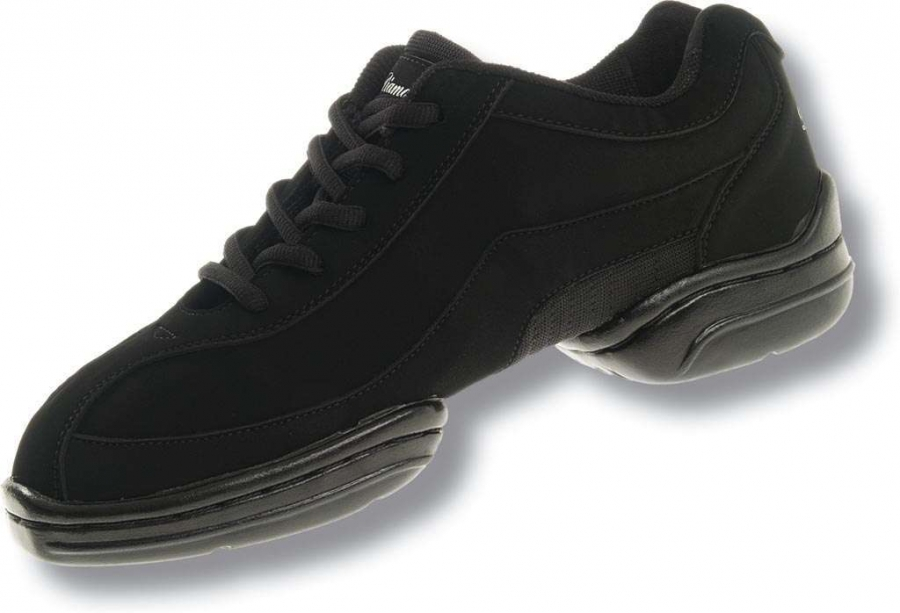
Dance Sneaker

- Tanzsneaker sind Sneakern (Turnschuhe) sehr ähnlich, besitzen allerdings eine zwischen Vorfuß und Ferse geteilte Sohle, so dass ein maximales Strecken des Fußes möglich ist. Das Außensohlenmaterial ist sportschuhtypisch (PU oder ein thermoplastischer Gummi) und für den Schaft wird – preisabhängig – Synthetik oder Leder (Glatt- und/oder Rauleder) verwendet.

Wegen verschiedener Erfordernisse an das Rutschverhalten bei verschiedenen Tanzarten gibt es auch Tanzsneaker mit der Tanzschuh-typischen Chromledersohle bzw. einem Chromlederbesatz. Manche Sneaker sind an der Spitze abgeflacht, so dass ein kurzzeitiger Spitzenstand ermöglicht wird.
- Volkstanzschuhe in unterschiedlichen Bauformen und -arten existieren weltweit passend zur jeweiligen Volkstracht und -kultur.

## Sonstiges Verwendung
Aufgrund ihrer Eigenschaften sind Tanzschuhe auch zum Orgelspielen weit verbreitet. Das hohe Maß an Anpassungsfähigkeit und der fußnahe Schnitt machen Fußtechniken möglich, die mit normalen Schuhen nicht oder nur schwer realisierbar sind.